# Enchenopa tesselata
Enchenopa tesselata är en insektsart som beskrevs av Buckton. Enchenopa tesselata ingår i släktet Enchenopa och familjen hornstritar. Inga underarter finns listade i Catalogue of Life.